# Olivier Sorin
Olivier Sorin (Gien, 16 aprile 1981) è un ex calciatore francese, di ruolo portiere.

## Palmarès

### Club

#### Competizioni nazionali
- Campionato francese di seconda divisione: 1

Nancy: 2004-2005
- Coppa di Lega francese: 1

Nancy: 2005-2006